# Gewerkschaft Handel, Banken und Versicherungen

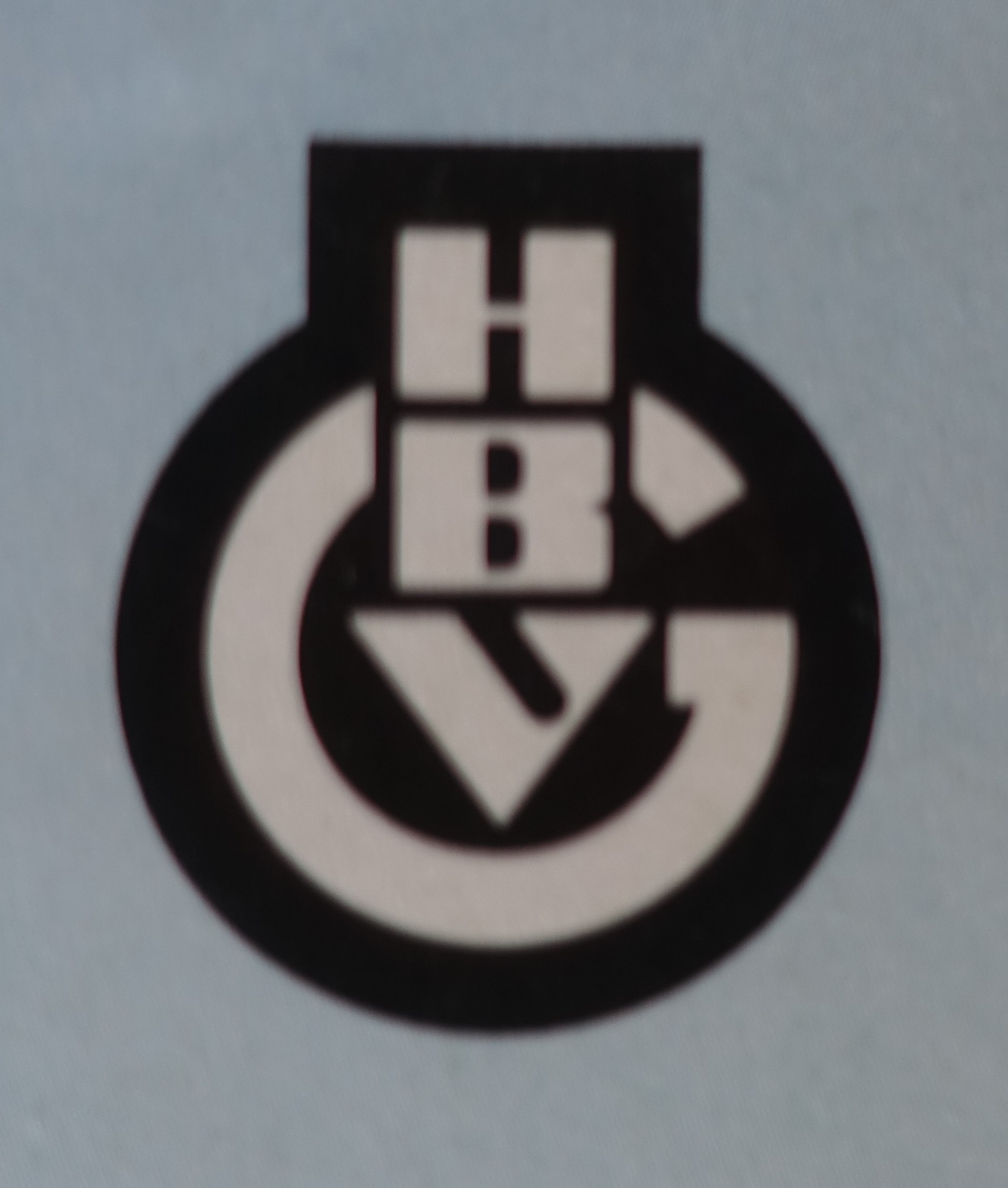
Logo der Gewerkschaft Handel, Banken und Versicherungen bis etwa 1985

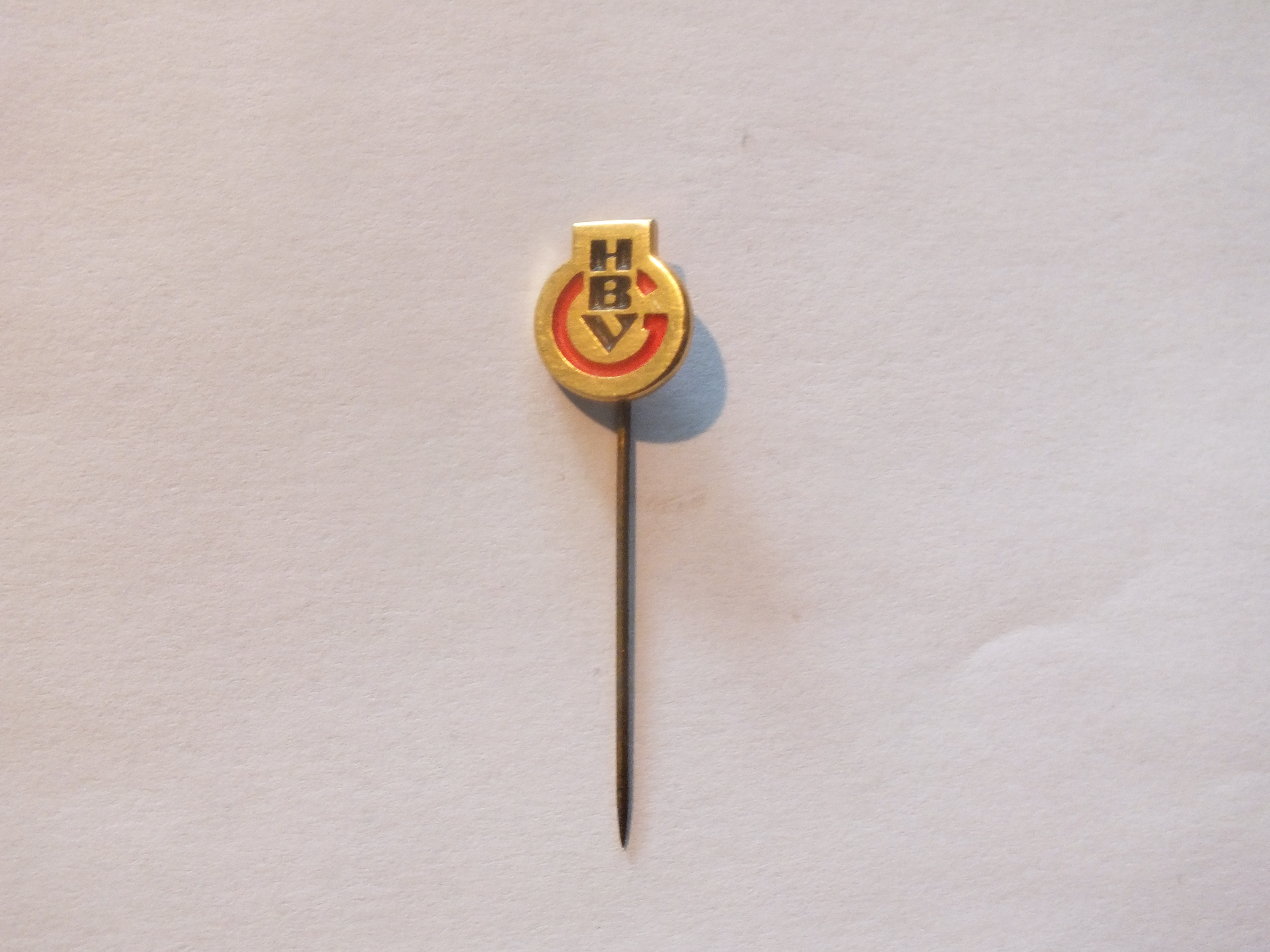
Anstecknadel der Gewerkschaft HBV 1980

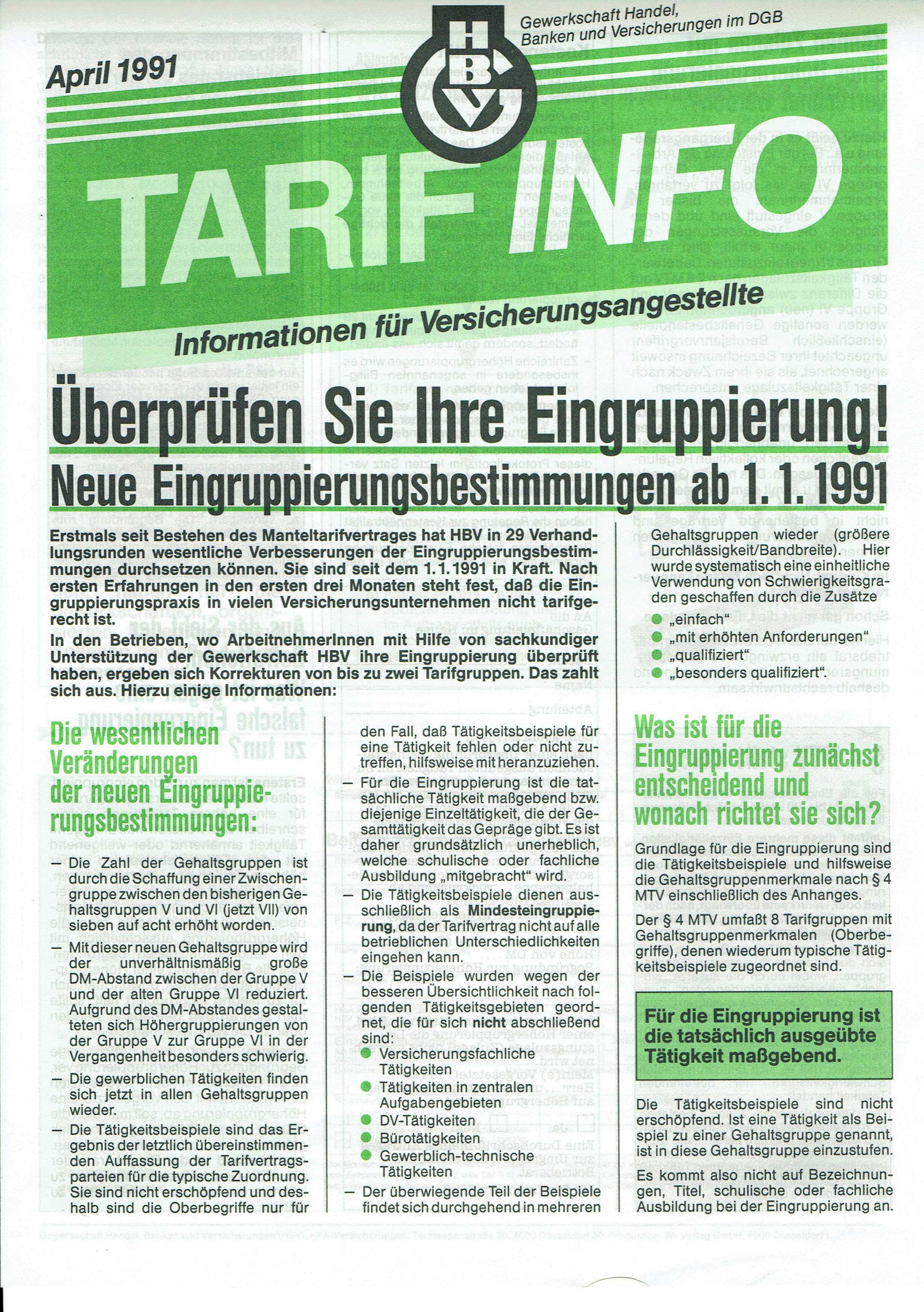
Tarif-Informationen für Versicherungsangestellte der Gewerkschaft HBV April 1991

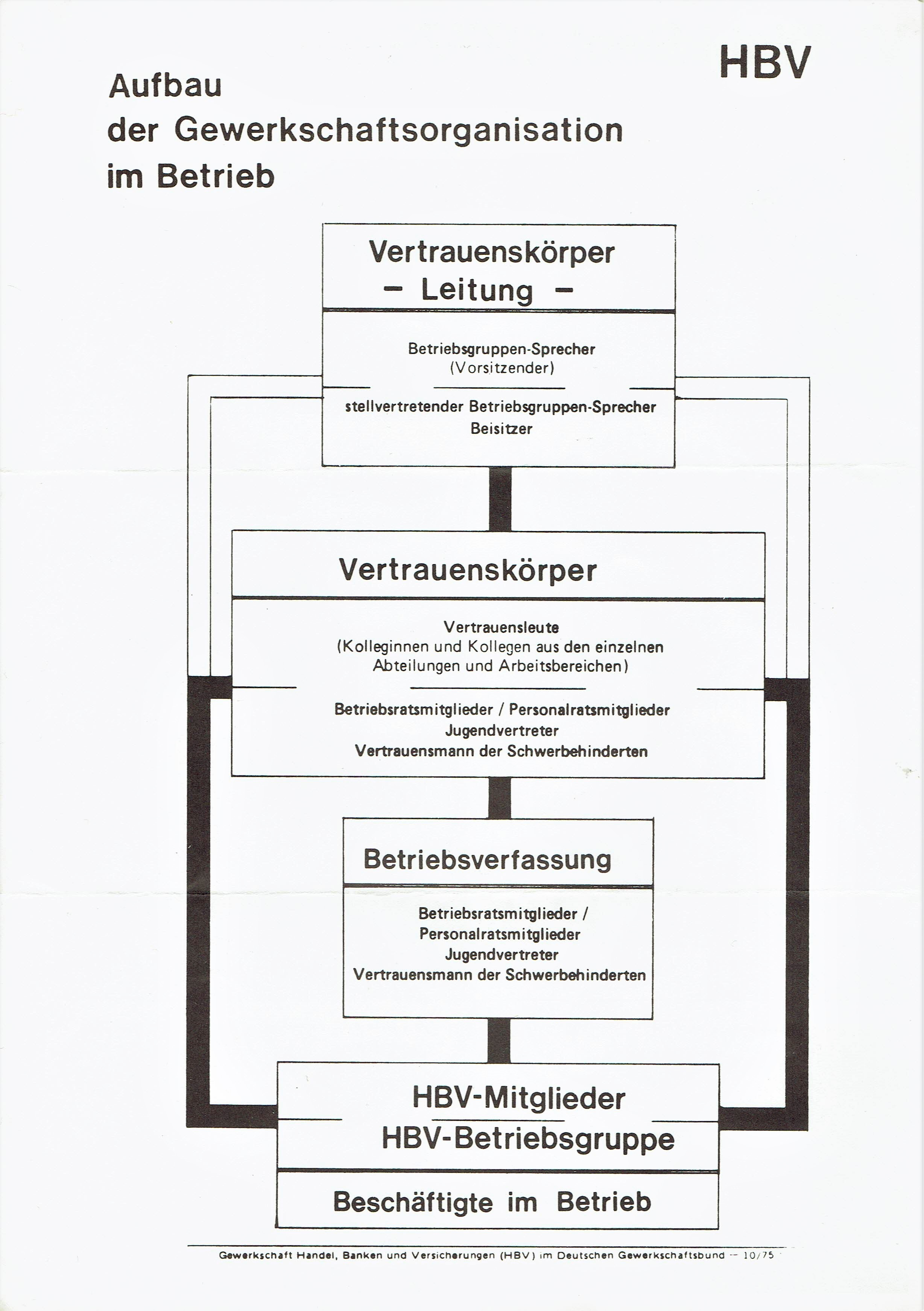
Aufbau der Gewerkschaft HBV im Betrieb

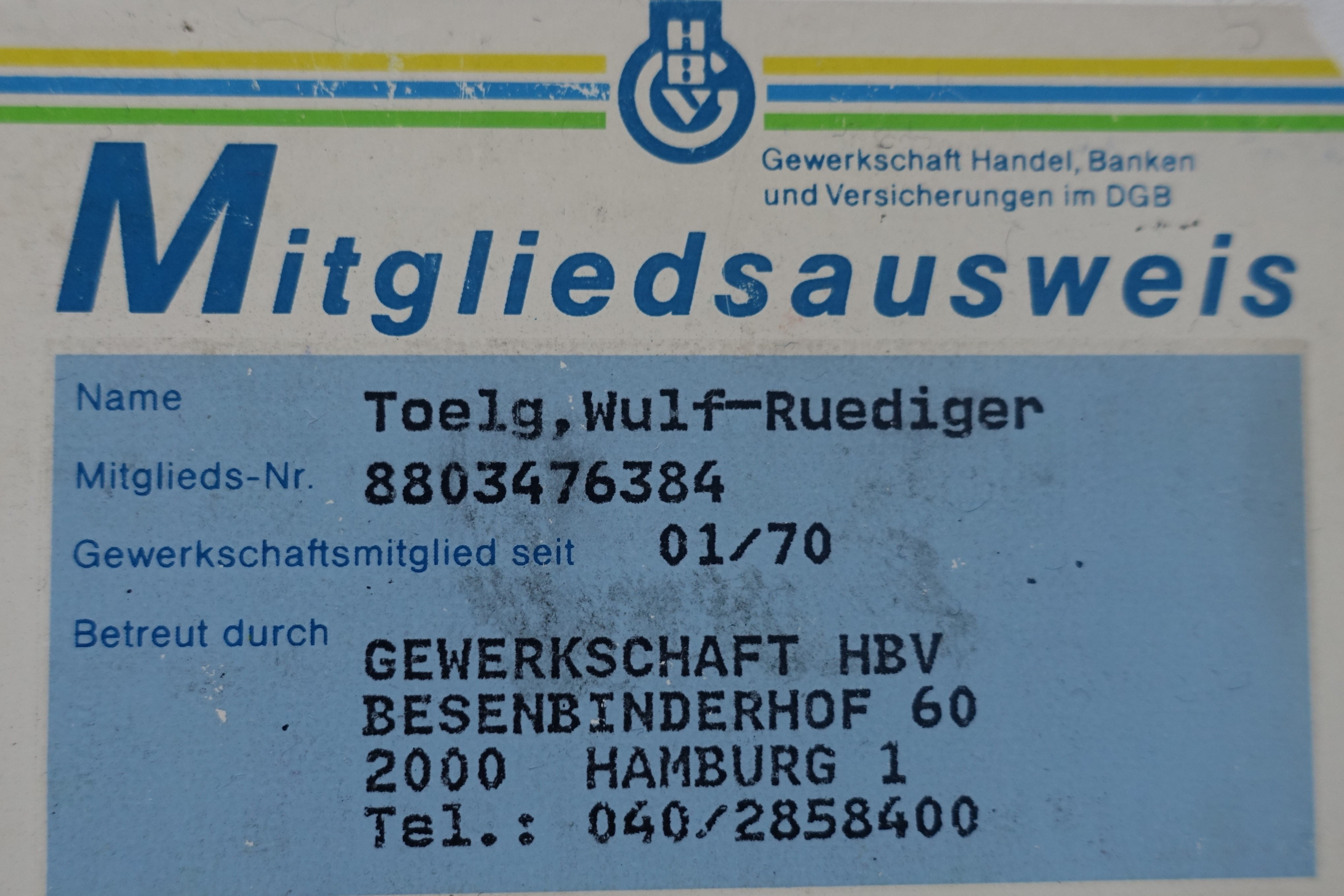
Mitgliedsausweis der Gewerkschaft HBV um 1990

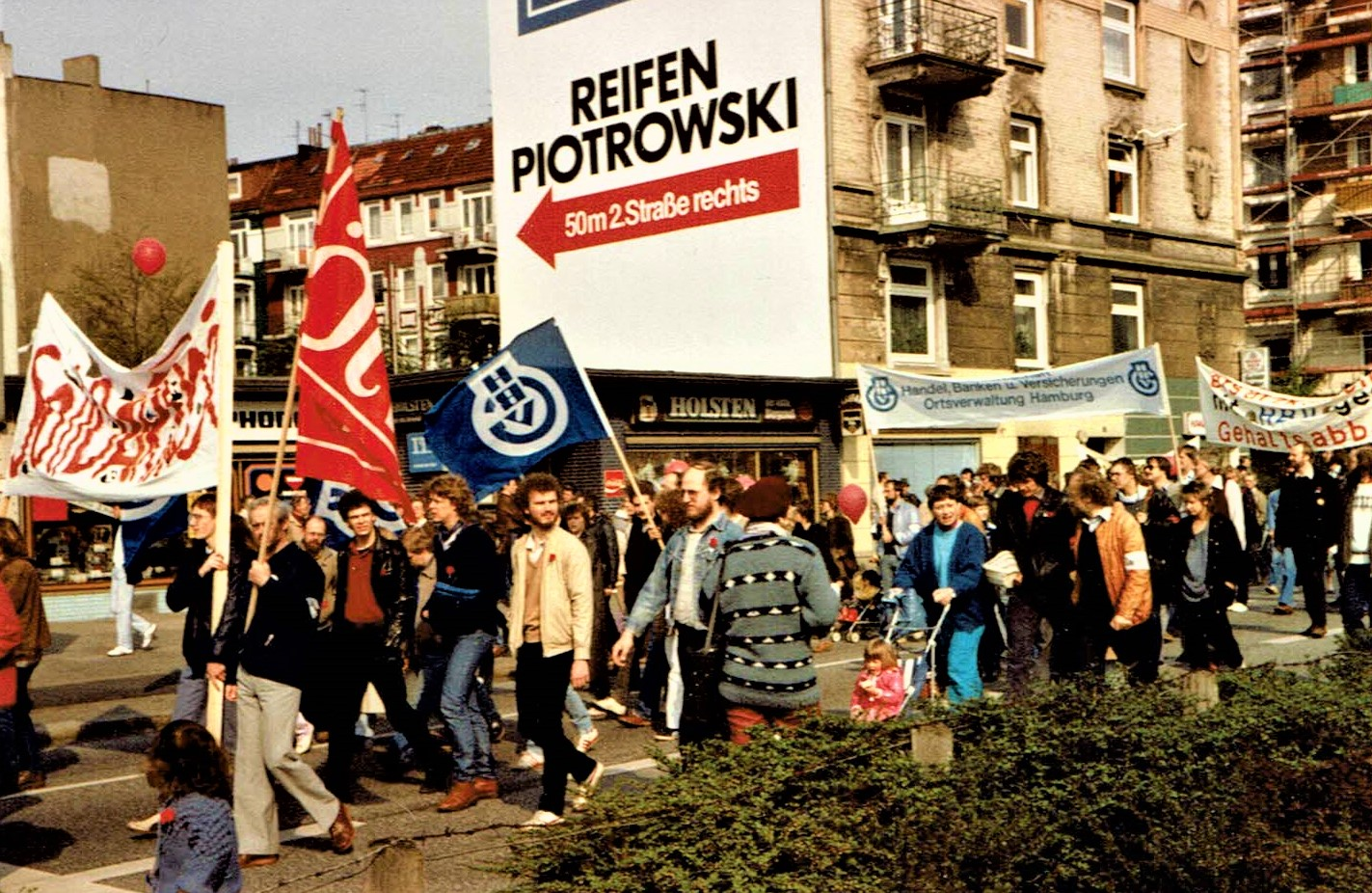
HBV-Mitglieder beim 1. Mai in Hamburg 1977

Die Gewerkschaft Handel, Banken und Versicherungen (HBV) war eine Gewerkschaft innerhalb des Deutschen Gewerkschaftsbundes (DGB) mit Sitz in Düsseldorf für Beschäftigte im Einzel- und Großhandel, Banken, Versicherungen und anderen Dienstleistungsbranchen. Sie war in weitgehend eigenständigen Landes- und Bezirksverbänden organisiert. „Ausblick“ war die Mitgliederzeitschrift. Für Betriebsräte, Jugendvertreter und Vertrauensleute wurde der „HBV-Berater“ herausgegeben.
Die Gewerkschaft wurde im September 1949 in Königswinter gegründet und anfangs stark vom DGB unterstützt. Erst ab 1972 war die finanzielle Hilfe nicht mehr nötig. Die Entstehung der Gewerkschaft HBV war eine Reißbrettgründung. Vorangegangen war eine Auseinandersetzung um die gewerkschaftliche Organisation der Angestellten. Diese führte im Ergebnis dazu, dass der Bundeskongress des Deutschen Gewerkschaftsbunds im Juni 1948 für die konsequente Einhaltung des Industriegewerkschaftsprinzips (Arbeiter, Angestellte und Beamte in einer Gewerkschaft) votierte. Die DAG schied daraufhin aus dem Gewerkschaftsbund aus. Die Folge waren oft heftige Konflikte und Auseinandersetzungen in Betrieben bei Betriebrats- und Aufsichtsratswahlen und bei Tarifrunden. Die entstandene Lücke sollte durch die Gewerkschaft HBV geschlossen werden. Am 30. September 1950 hatte die HBV 55.221 Mitglieder, am 31. Dezember 1989 407.326, zuletzt ca. 457.000. Sie hatte sich damit zu einer mittelgroßen Gewerkschaft im DGB entwickelt. Im Juni 1991 hatte die Gewerkschaft einen Strategieprozess begonnen. Nach Lorenz Schwegler, dem damaligen Vorsitzenden, stammten die wesentlichen Strukturen der Gewerkschaften aus der Zeit vor 1933. Die gewerkschaftliche Arbeit war weitgehend in Ritualen und Abläufen erstarrt und brauchte dringend eine Erneuerung, um attraktiv für neue Mitglieder zu werden. Die Strukturen von den Orts- und Fachverwaltungen sollten zu einer größeren Betriebsnähe kommen, um dichter an den Interessenlagen der qualifizierten Beschäftigten zu arbeiten. Der Reformprozess wurde 1993 nach dem Rücktritt von Lorenz Schwegler abgebrochen, der seine Reformvorschläge nach großen Mitgliederverlusten im Osten Deutschlands nicht durchsetzen konnte. 1992 hatte die Gewerkschaft 100.000 Mitglieder durch den Zusammenbruch des früheren DDR-Dienstleistungsbereichs verloren und der Mitgliederbestand war von 700.000 auf 600.000 Mitglieder gesunken. 2001 ging die HBV gemeinsam mit der ÖTV, DPG, IG Medien und DAG in der Gewerkschaft ver.di (Vereinte Dienstleistungsgewerkschaft) mit anfänglich 2,8 Mio. Mitgliedern auf.

## Vorsitzende
- 1948–1961: Wilhelm Pawlik
- 1961–1965: Werner Ziemann
- 1965–1980: Heinz Vietheer
- 1980–1988: Günter Volkmar
- 1988–1993: Lorenz Schwegler
- 1993–2001: Margret Mönig-Raane

Weitere Vorstandsmitglieder waren u. a.: Hinrich Feddersen, Christian Götz, Elfriede Hoffmann, Arthur Killat, Hans Georg Stritter, Hanshorst Viehof, Franziska Wiethold

## Gewerkschaftstage
- Verschmelzungsgewerkschaftstag, 1949, Königswinter
- 2. ordentl. Gewerkschaftstag, 1951, Köln
- 3. ordentl. Gewerkschaftstag, 1955, Frankfurt/Main
- 4. ordentl. Gewerkschaftstag, 1958, Hannover
- 5. ordentl. Gewerkschaftstag, 1961, Berlin
- 6. ordentl. Gewerkschaftstag, 1964, Nürnberg
- 7. ordentl. Gewerkschaftstag, 1968, Bremen
- 8. ordentl. Gewerkschaftstag, 1972, Dortmund
- 9. ordentl. Gewerkschaftstag, 1976, Saarbrücken
- 10. ordentl. Gewerkschaftstag, 1980, Wiesbaden
- 11. ordentl. Gewerkschaftstag, 1984, Mannheim
- 1. außerord. Gewerkschaftstag  1990,  Bonn
- 12. ordentl. Gewerkschaftstag, 1988, Essen
- 13. ordentl. Gewerkschaftstag, 1992, Mainz
- 14. ordentl. Gewerkschaftstag, 1995, Bremen
- 15. ordentl. Gewerkschaftstag, 1998, Bremen
- 2. außerord. Gewerkschaftstag,  1999,  Würzburg
- 3. außerord. Gewerkschaftstag,  2000,  Magdeburg
- 4. außerord. Gewerkschaftstag (Verschmelzungskongress), 2001, Berlin

## Literatur

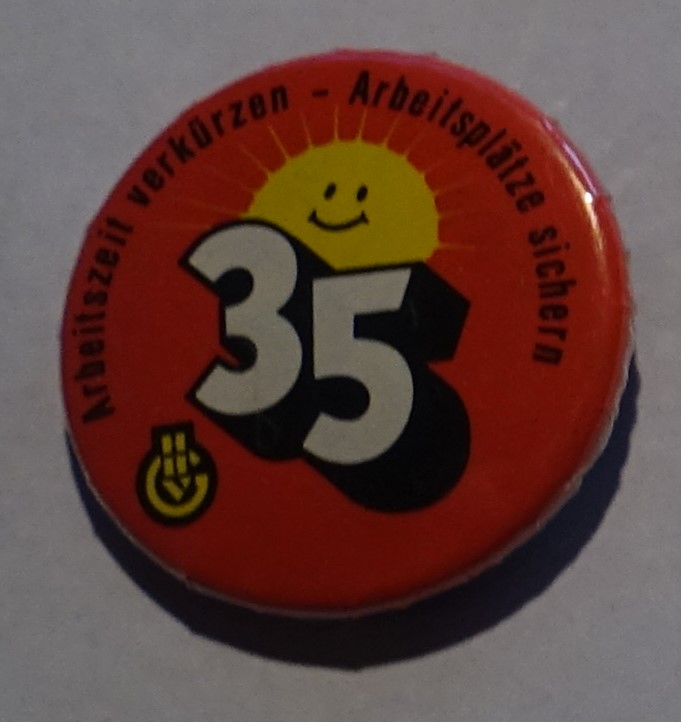
Abzeichen/Button der Gewerkschaft HBV zur 35-Stunden-Woche 1984
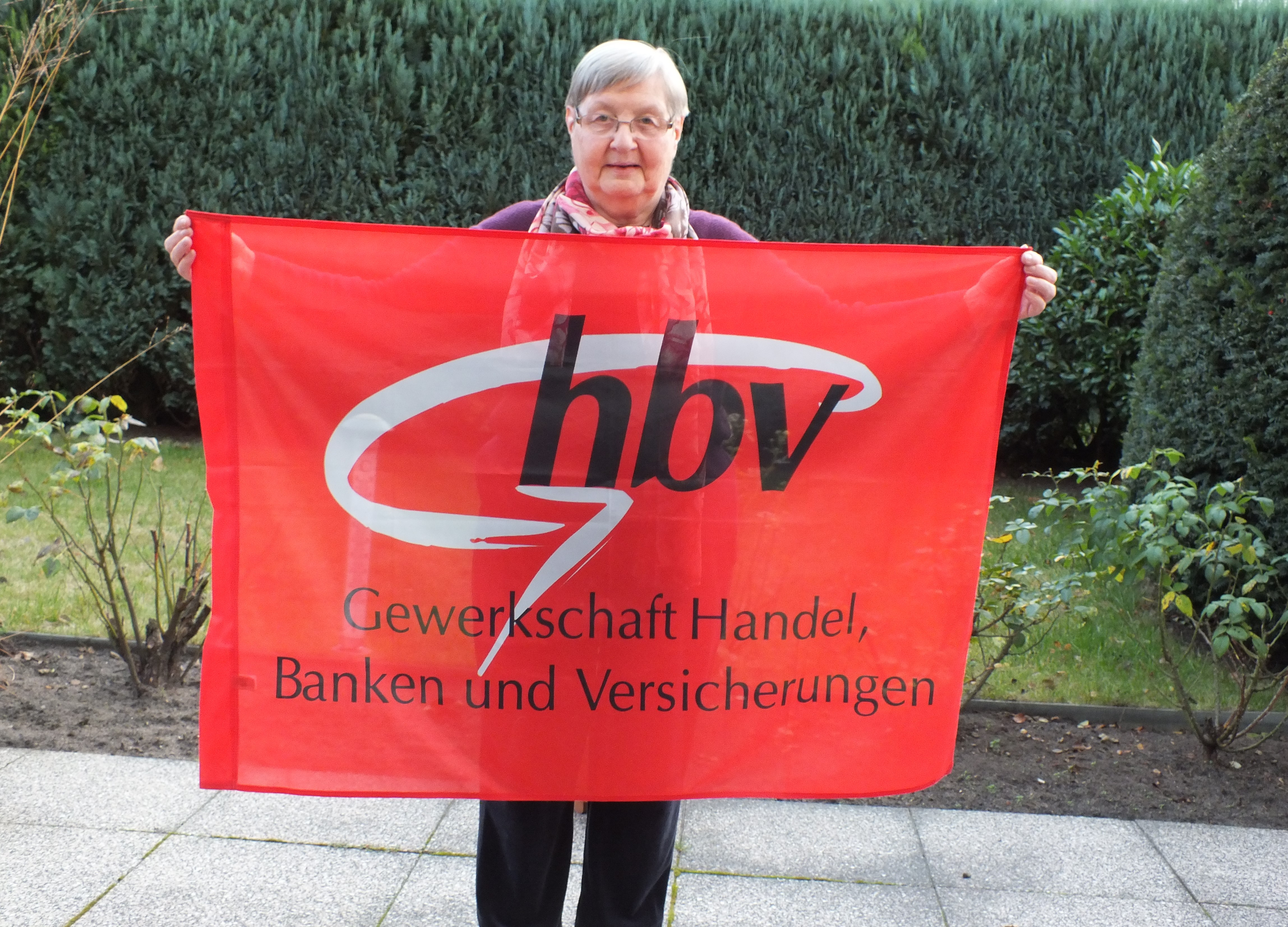
Marlis Heuer (Großhandel) mit der HBV-Fahne
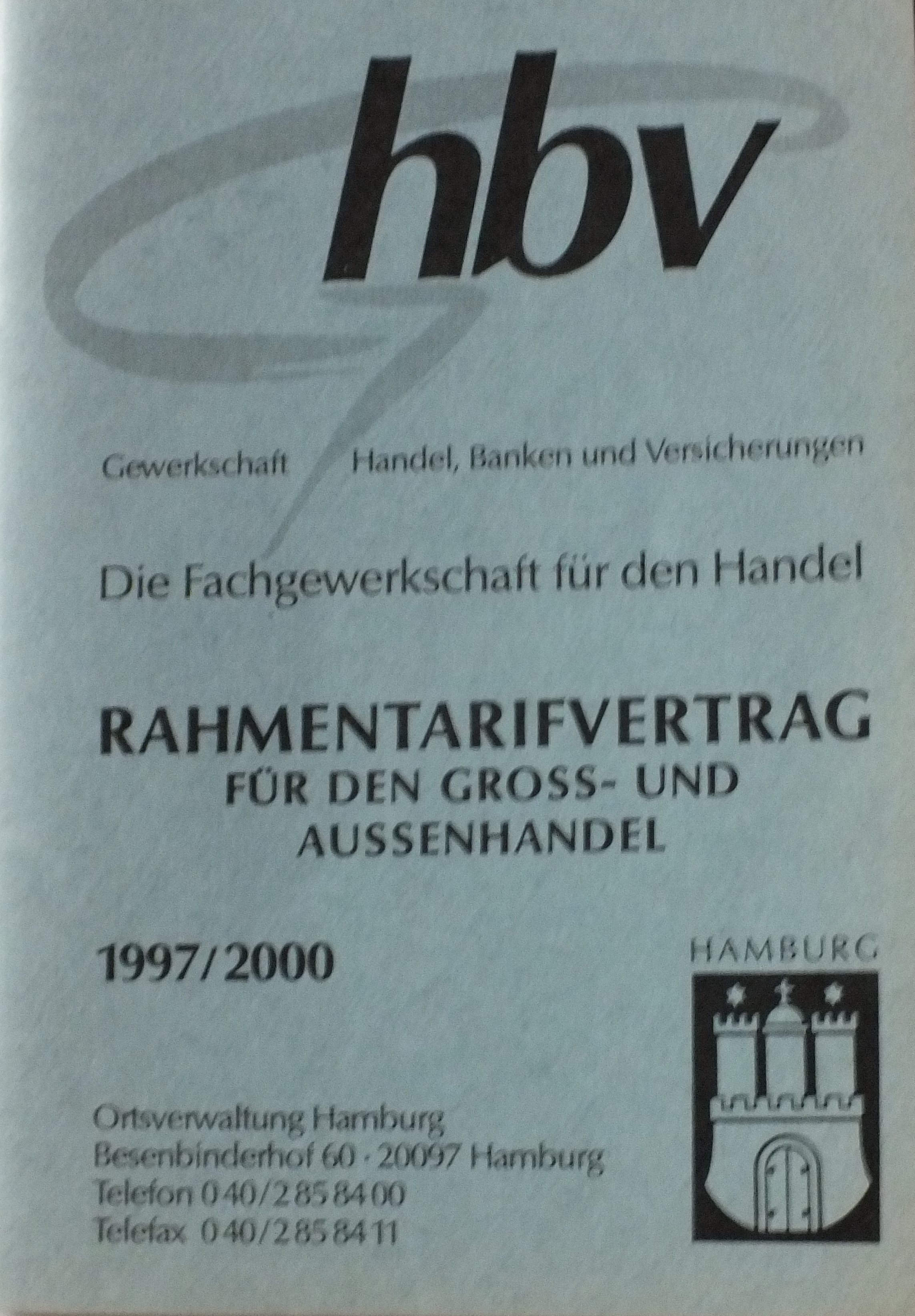
HBV-Rahmentarifvertrag Handel, 1997/2000 Bezirk Hamburg
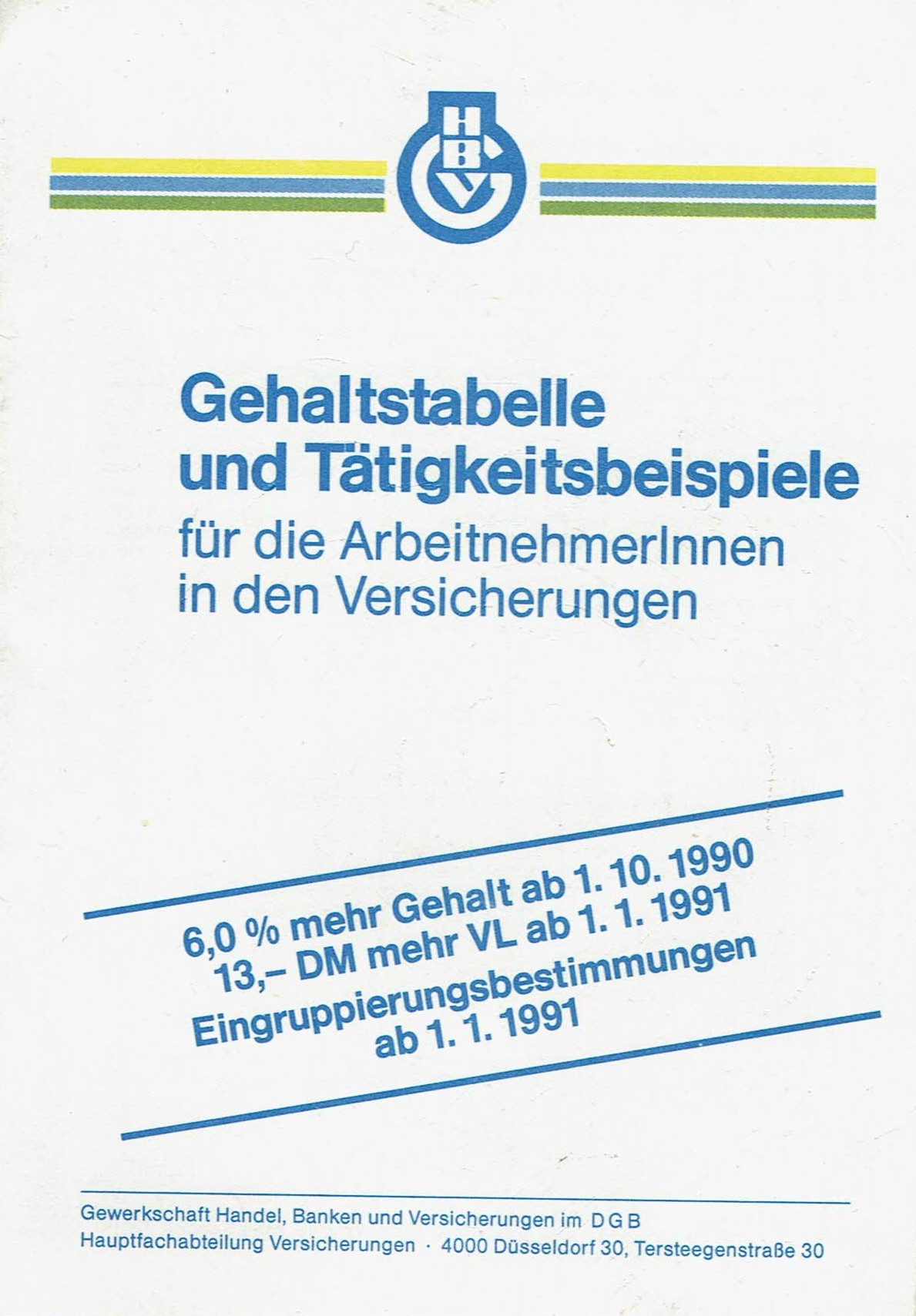
HBV-Gehaltstabelle und Tätigkeitsbeispiele in der Versicherungsbranche ab 1. Oktober 1990
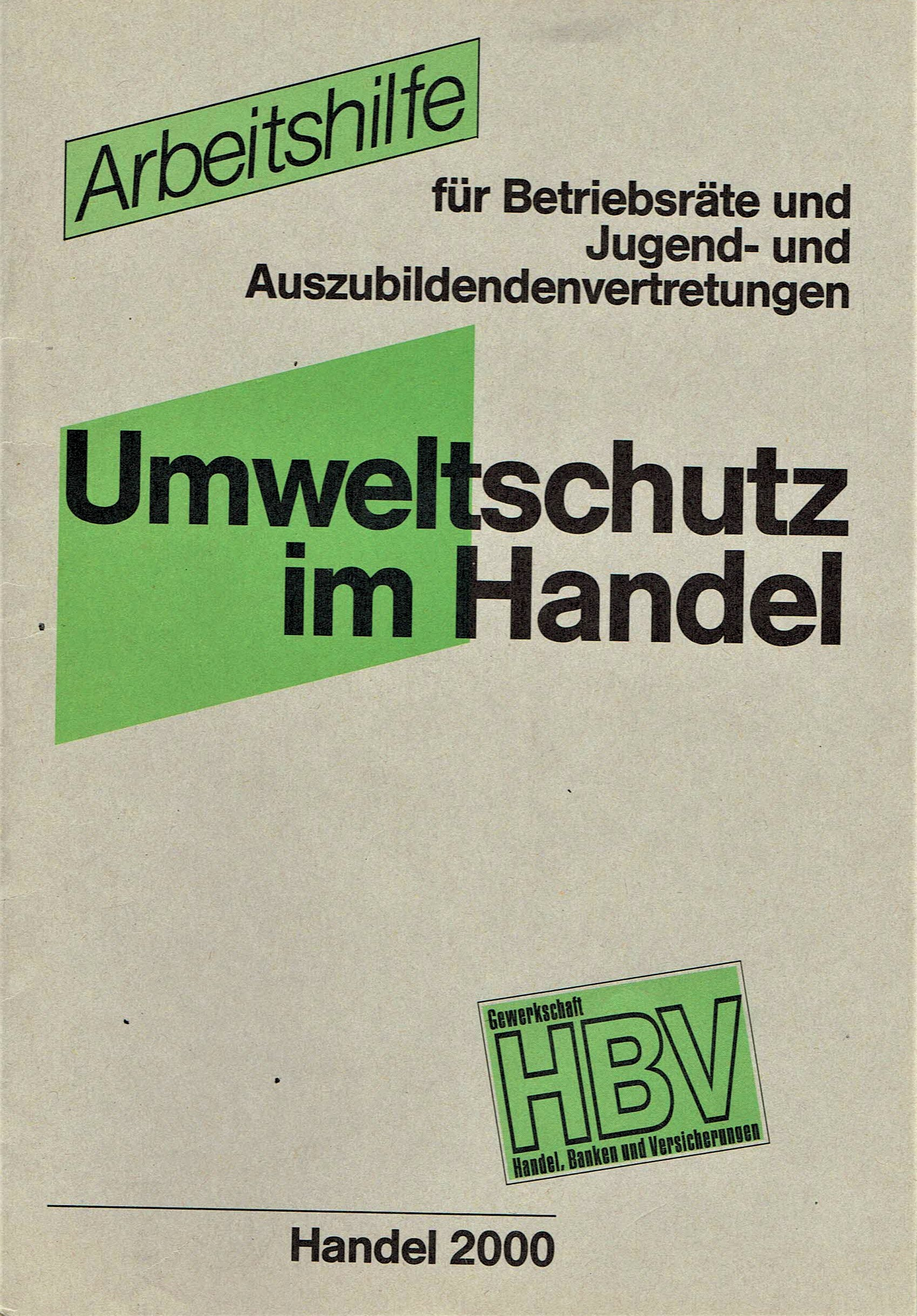
Arbeitshilfe der Gewerkschaft HBV Umweltschutz im Handel 1991